# Vela nos Jogos Olímpicos de Verão de 2024 - Laser
A classe Laser (ou ILCA 7) da vela nos Jogos Olímpicos de Verão de 2024 foi disputada entre 1 e 7 de agosto na Marina de Marselha. Um total de 43 velejadores, cada um representando um Comitê Olímpico Nacional (CON), participaram do evento.

## Formato
A prova foi composta por oito regatas preliminares e uma de decisão das medalhas (Medal Race). A posição em cada regata se traduz em pontos (os primeiros colocados somam um ponto na classificação, enquanto os décimos, por exemplo, somam 10 pontos), que são acumulados de regata a regata para obter a classificação. Apenas as dez menores pontuações ao fim das oito primeiras regatas avançaram para a Medal Race, na qual os pontos obtidos juntam-se aos já acumulados. Cada barco deve excluir uma regata para sua pontuação total, com exceção da Medal Race que não pode ser excluída e sua pontuação conta em dobro.

## Calendário
| Data → | Quinta 1 ago  | Sexta 2 ago   | Sábado 3 ago  | Domingo 4 ago | Segunda 5 ago | Terça 6 ago | Quarta 7 ago |
| ------ | ------------- | ------------- | ------------- | ------------- | ------------- | ----------- | ------------ |
| Laser  | Regatas 1 e 2 | Regatas 3 e 4 | Regatas 5 e 6 | Regatas 7 e 8 | Cancelado     | Adiado      | Medal Race   |

## Medalhistas
| Ouro   | AUS Matthew Wearn     |
| Prata  | CYP Pavlos Kontides   |
| Bronze | PER Stefano Peschiera |

## Resultados
Estes foram os resultados após as oito regatas e a regata da medalha.
| Pos.              | Velejadores                | CON                          | Regata | Regata | Regata | Regata | Regata | Regata   | Regata | Regata | Regata | Pontos | Pontos |
| Pos.              | Velejadores                | CON                          | 1      | 2      | 3      | 4      | 5      | 6        | 7      | 8      | MR     | Tot.   | Net    |
| ----------------- | -------------------------- | ---------------------------- | ------ | ------ | ------ | ------ | ------ | -------- | ------ | ------ | ------ | ------ | ------ |
| Medalha de ouro   | Matthew Wearn              | AUS Austrália                | 12     | 2      | 1      | 18     | 1      | 2        | 10     | 10     | 2      | 58     | 40     |
| Medalha de prata  | Pavlos Kontides            | CYP Chipre                   | 17     | 5      | 27     | 5      | 10     | 5        | 3      | 7      | 4      | 83     | 56     |
| Medalha de bronze | Stefano Peschiera          | PER Peru                     | 6      | 1      | 14     | 11     | 20     | 14       | 12     | 4      | 18     | 100    | 80     |
| 4                 | Jonatán Vadnai             | HUN Hungria                  | 16     | 12     | 21     | 13     | 5      | 12       | 8      | 12     | 6      | 105    | 84     |
| 5                 | Hermann Tomasgaard         | NOR Noruega                  | 22     | 16     | 2      | 17     | 15     | 19       | 6      | 2      | 8      | 107    | 85     |
| 6                 | Michael Beckett            | GBR Grã-Bretanha             | 19     | 9      | 15     | 8      | 4      | 4        | 44 BFD | 8      | 20     | 131    | 87     |
| 7                 | Thomas Saunders            | NZL Nova Zelândia            | 11     | 17     | 10     | 7      | 19     | 3        | 44 BFD | 13     | 10     | 134    | 90     |
| 8                 | Clemente Seguel            | CHI Chile                    | 2      | 28     | 18     | 10     | 8      | 17       | 18     | 9      | 12     | 122    | 94     |
| 9                 | Lorenzo Chiavarini         | ITA Itália                   | 25     | 21     | 4      | 6      | 17     | 27       | 5      | 19     | 14     | 138    | 111    |
| 10                | Finn Lynch                 | IRL Irlanda                  | 9      | 25     | 26     | 22     | 12     | 7        | 13     | 11     | 16     | 141    | 115    |
| 11                | Eduardo Marques            | POR Portugal                 | 5      | 11     | 31     | 15     | 35     | 1        | 44 BFD | 3      | –      | 145    | 101    |
| 12                | Jean-Baptiste Bernaz       | FRA França                   | 8      | 19     | 5      | 31     | 3      | 20       | 16     | 30     | –      | 132    | 101    |
| 13                | Philipp Buhl               | GER Alemanha                 | 7      | 30     | 3      | 28     | 26     | 11       | 44 BFD | 1      | –      | 150    | 106    |
| 14                | Milivoj Dukić              | MNE Montenegro               | 3      | 23     | 13     | 33     | 7      | 32       | 2      | 26     | –      | 139    | 106    |
| 15                | Duko Bos                   | NED Países Baixos            | 1      | 20     | 29     | 27     | 14     | 16       | 4      | 28     | –      | 139    | 110    |
| 16                | Juan Ignacio Maegli        | GUA Guatemala                | 21     | 22     | 8      | 3      | 9      | 33       | 44 BFD | 15     | –      | 155    | 111    |
| 17                | Žan Luka Zelko             | SLO Eslovênia                | 27     | 10     | 33     | 23     | 2      | 21       | 14     | 16     | –      | 146    | 113    |
| 18                | Vishnu Saravanan           | IND Índia                    | 10     | 34     | 20     | 19     | 21     | 13       | 7      | 24     | –      | 148    | 114    |
| 19                | Filip Jurišić              | CRO Croácia                  | 13     | 4      | 32     | 1      | 31     | 24       | 28     | 14     | –      | 147    | 115    |
| 20                | Enrique Arathoon           | ESA El Salvador              | 4      | 33     | 16     | 34     | 16     | 15       | 19     | 17     | –      | 154    | 120    |
| 21                | Joaquín Blanco Albalat     | ESP Espanha                  | 14     | 35     | 12     | 20     | 25     | 10.2 DPI | 44 BFD | 5      | –      | 165.2  | 121.2  |
| 22                | William de Smet            | BEL Bélgica                  | 20     | 7      | 34     | 4      | 13     | 35       | 44 RET | 18     | –      | 175    | 131    |
| 23                | Yiğit Yalçın Çitak         | TUR Turquia                  | 18     | 13     | 37     | 14     | 22     | 9        | 44 BFD | 20     | –      | 177    | 133    |
| 24                | Nicholas Halliday          | HKG Hong Kong                | 35     | 14     | 35     | 16     | 18     | 6        | 15     | 32     | –      | 171    | 136    |
| 25                | Ryan Lo                    | SGP Singapura                | 15     | 8      | 11     | 29     | 23     | 25       | 44 BFD | 27     | –      | 182    | 138    |
| 26                | Ha Jee-min                 | KOR Coreia do Sul            | 30     | 32     | 40     | 9      | 24     | 22       | 1      | 22     | –      | 180    | 140    |
| 27                | Francisco Guaragna Rigonat | ARG Argentina                | 28     | 26     | 24     | 44 UFD | 6      | 18       | 24     | 23     | –      | 193    | 149    |
| 28                | Bruno Fontes               | BRA Brasil                   | 31     | 31     | 6      | 30     | 32     | 34       | 25     | 6      | –      | 195    | 161    |
| 29                | Luc Chevrier               | LCA Santa Lúcia              | 24     | 36     | 19     | 25     | 11     | 28       | 27     | 29     | –      | 199    | 163    |
| 30                | Omer Vered Vilenchik       | ISR Israel                   | 38     | 3      | 7      | 40     | 36     | 37       | 20     | 25     | –      | 206    | 166    |
| 31                | Karl-Martin Rammo          | EST Estônia                  | 34     | 6      | 28     | 39     | 27     | 29       | 9      | 33     | –      | 205    | 166    |
| 32                | Khairulnizam Afendy        | MAS Malásia                  | 32     | 15     | 22     | 21     | 30     | 26       | 22     | 34     | –      | 202    | 168    |
| 33                | Just Van Aanholt           | ARU Aruba                    | 26     | 39     | 25     | 24     | 34     | 10       | 23     | 36     | –      | 217    | 178    |
| 34                | Pedro Luis Fernández       | PUR Porto Rico               | 33     | 27     | 17     | 35     | 33     | 36       | 11     | 31     | –      | 223    | 187    |
| 35                | Arthit Mikhail Romanyk     | THA Tailândia                | 39     | 24     | 30     | 26     | 29     | 30       | 21     | 35     | –      | 234    | 195    |
| 36                | Johan Lundgaard Schubert   | DEN Dinamarca                | 29     | 29     | 39     | 37     | 28     | 23       | 44 BFD | 21     | –      | 250    | 206    |
| 37                | Kaarle Tapper              | FIN Finlândia                | 23     | 18     | 9      | 32     | 44 DNC | 44 DNC   | 44 DNC | 44 DNC | –      | 258    | 214    |
| 38                | Thad Lettsome              | IVB Ilhas Virgens Britânicas | 40     | 38     | 36     | 2      | 38     | 38       | 26     | 37     | –      | 255    | 215    |
| 39                | Filipe André               | ANG Angola                   | 41     | 42     | 23     | 12     | 40     | 40       | 30     | 41     | –      | 269    | 227    |
| 40                | Michal Krasodomski         | POL Polônia                  | 36     | 37     | 42     | 38     | 37     | 31       | 17     | 38     | –      | 276    | 234    |
| 41                | Aly Badawy                 | EGY Egito                    | 37     | 40     | 38     | 36     | 41     | 41       | 29     | 39     | –      | 301    | 260    |
| 42                | Eroni Leilua               | SAM Samoa                    | 42     | 41     | 43     | 42     | 39     | 39       | 31     | 40     | –      | 317    | 274    |
| 43                | Viliame Ratulu             | FIJ Fiji                     | 43     | 43     | 41     | 41     | 42     | 42       | 32     | 42     | –      | 326    | 283    |

Legenda
| - DNC = Não compareceu na área de largada; - RET = Retirou-se da regata; - DPI = Penalidade discricionária imposta; | - UFD = Desclassificação por bandeira "U"; - BFD = Desclassificação por bandeira preta. |